# Santa Maria de les Esposes
Santa Maria de les Esposes és un santuari que està situat al terme municipal de Sant Julià de Cerdanyola, a l'Alt Berguedà. Està inventariat com a patrimoni immoble pel catàleg de patrimoni de la Generalitat de Catalunya amb el número de fitxa IPAC-3423. És utilitzat pel culte catòlic.

## Situació geogràfica
El santuari de Santa Maria de les Esposes està situat al km 3 de la carretera BV-4021 entre Guardiola de Berguedà i Sant Julià de Cerdanyola.
L'edifici ocupa, junt amb una petita plaça d'entrada, un relleix encinglerat, a un congost, al peu de la carretera de Guardiola a Sant Julià de Cerdanyola. Aquest lloc està obert a una extensa panoràmica en direcció a la vall de Bastareny. 

## Descripció i característiques
Santa Maria de les Esposes és una església d'una sola nau, orientada cap a llevant. Està coberta, de dins amb volta de canó esquifada i amb arcs torals i, per fora, està protegida amb un teulat -de teules aràbs- a doble vessant.
El mur, completament llis, està fet amb pedra irregular amorterada, però executat amb total pulcritud. Aquest mur no té cap tipus d'ornamentació escultòrica o plàstica, excepte un òcul i la porta adovellada.

## Història
L'obra de Santa Maria de les Esposes, correspon al segle xix, concretament l'any 1858. Es pot incloure, junt amb moltes altres esglésies d'aquesta comarca, dins el corrent del neoclàssic tardà i rural. Es considera una construcció sense cap interès artístic.
És un important centre de devoció a Guardiola i a tot el terme municipal de Sant Julià de Cerdanyola.